# Neurotyczność
Neurotyczność – jedna z wielkiej piątki cech osobowości polegająca na silnym niezrównoważeniu emocjonalnym o charakterze nerwicowym, niskiej odporności na stres i skłonności do popadania w stany lękowe. Przeciwieństwem neurotyczności jest równowaga emocjonalna. Jednostki cechujące się dużą neurotycznością wykazują ponadprzeciętną tendencję do występowania zmiennych nastrojów oraz często doświadczają takich uczuć i odczuć jak: niepokój, zamartwianie się, strach, złość, frustracja, zazdrość, zawiść, poczucie winy, nastroje depresyjne oraz samotność. Osoby neurotyczne gorzej znoszą sytuacje stresowe i wykazują większą tendencję do interpretowania zwykłych sytuacji jako zagrażających, a także obiektywnie nieistotnych frustracji jako niezwykle trudnych do pokonania. Często są zakłopotane i nieśmiałe, a także mogą wykazywać trudności w kontrolowaniu pragnień i odraczaniu gratyfikacji. Wysokie wskaźniki neurotyczności są czynnikiem ryzyka rozwoju zaburzeń psychicznych, takich jak depresja, fobia, zaburzenia paniczne, inne zaburzenia lękowe oraz zaburzenia związane z używaniem substancji psychoaktywnych - symptomy tradycyjnie zaliczane do zaburzeń nerwicowych.  
Pojęcie to wprowadził Eysenck w teorii temperamentu PEN. Eysenck nie zdefiniował neurotyczności wprost, uznając ją raczej za korelacje między cechami. W swoim wymiarze fizjologicznym neurotyczność jest opisywana jako reaktywność układu nerwowego współczulnego. U neurotyków reaktywność ta jest większa niż u osób zrównoważonych emocjonalnie. 

## Stabilność emocjonalna
Osoby, które cechują się niską neurotycznością są bardziej stabilne emocjonalnie i słabiej reagują na stres. Wykazują mniejszą tendencję do uczucia napięcia lub rozbicia oraz są zwykle bardziej spokojne i zrównoważone. Wykazują niski poziom negatywnych emocji, co nie musi oznaczać, że cechują się ponadprzeciętnym poziomem pozytywnych emocji, co z kolei jest elementem ekstrawersji. Neurotyczni ekstrawertycy cechują się dużą intensywnością zarówno pozytywnych, jak i negatywnych stanów emocjonalnych, którą można porównać do „emocjonalnej kolejki górskiej”. Osoby cechujące się niską neurotycznością (w szczególności osoby, które równocześnie cechują się wysoką ekstrawersją) generalnie są szczęśliwsze i wykazują większą satysfakcję życiową.

## Historia
Galen z Pergamonu spopularyzował pogląd mówiący, że mieszanina płynów ciała lub humorów powodowała powstawanie czterech typów osobowości lub temperamentów. Osobowość typu melancholicznego, która może być uważana za koncepcyjnego poprzednika neurotyczności była charakteryzowana jako psychicznie niezrównoważona, strachliwa, niepewna oraz smutna. Według Hipokratesa była ona wynikiem nadmiaru czarnej żółci. 

## Rozwój w trakcie życia
U dzieci oraz nastolatków psychologowie mówią o negatywnej emocjonalności, która w okresie dorosłości może rozwinąć się w neurotyczność. Poziom neurotyczności jednostki zmienia się w trakcie jej życia, jako funkcja dojrzewania osobowości, zmiennych ról społecznych oraz ekspresji różnych genów. Wpływ środowiska na neurotyczność wzrasta z wiekiem, choć ludzie prawdopodobnie wywołują określone doświadczenia w oparciu o ich poziom neurotyczności. Wykazano, że poziom neurotyczności u ludzi zmienia się pod wpływem pozytywnych lub negatywnych doświadczeń życiowych. 

## Wstydliwość
Neurotyczność jest powiązana z nadmierną wstydliwością, wysokim poziomem negatywnych emocji, nieśmiałością oraz strachem przed negatywną oceną innych. Ponieważ jednostki szczególnie podatne na uczucie zawstydzenia wykazują tendencję do silnego przywiązania do norm i standardów obowiązujących w danej grupie społecznej, mogą być szczególnie narażone na presję wywieraną przez rówieśników/otoczenie. Osoby neurotyczne doświadczające nadmiernego uczucia wstydu są także narażone na tworzenie dysfunkcyjnych rodzin, w których rodzic nie potrafi przekazać dziecku pozytywnych społecznych wzorców i zapewnić dziecka o jego społecznej adekwatności. Neurotyczny rodzic może także korzystać ze wzbudzania poczucia wstydu w dziecku jako metody wychowawczej. 

## Dystrybucja geograficzna
Neurotyczność i inne cechy osobowości wykazują zróżnicowanie pod względem dystrybucji geograficznej. Zróżnicowanie to wykazano np. w Stanach Zjednoczonych, gdzie osoby zamieszkujące wschodnią część kraju wykazują wyższą tendencję do neurotyczności niż osoby zamieszkujące stany na zachodzie kraju. Także w Wielkiej Brytanii przeprowadzono badanie nad dystrybucją geograficzną wielkiej piątki cech osobowości i wykazano, że poziom neurotyczności mieszkańców jest zróżnicowany w zależności od zamieszkiwanego regionu kraju. Badanie przeglądowe określające przeciętny poziom wielkiej piątki czynników osobowości w 49 różnych kulturach wskazuje, że Polska jest krajem cechującym się najwyższym poziomem neurotyczności mieszkańców wśród wszystkich krajów europejskich objętych badaniem.